# Noord-Azië

Noord-Azië

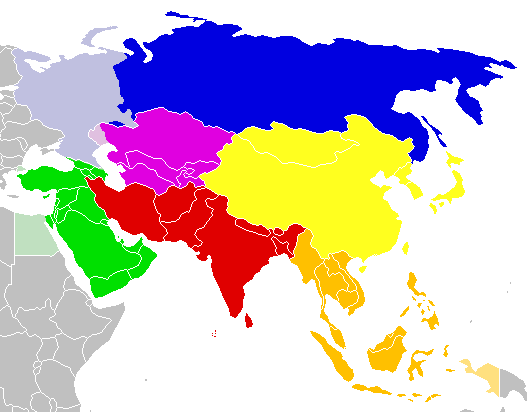
Regio's in Azië:
Noord-Azië
Centraal-Azië
Zuidwest-Azië
Zuid-Azië
Oost-Azië
Zuidoost-Azië

Noord-Azië (soms ook wel Noordoost-Azië) is een gebied in Azië. Het omvat het Aziatische deel van Rusland (het Russische deel van Siberië en het Russische Verre Oosten) en Mongolië. In het westen grenst het aan Europees Rusland, in het zuiden aan de staten van Centraal-Azië en de Volksrepubliek China. In het oosten grenst het aan het noordelijke deel van de Grote Oceaan, in het noordoosten wordt het van Amerika gescheiden door de Beringstraat en in het noorden grenst het aan de Noordelijke IJszee.
Het gebied loopt van de Oeral in het westen over in het vlakke West-Siberisch Laagland met de delta's van de Ob en de Jenisej, dat in het zuiden en westen wordt begrensd door de middel- en hooggebergtes van Midden-, Oost en Zuid-Siberië. De hoogste gebergtes bevinden zich in het zuidelijke en oostelijke deel. Het klimaat is er erg streng, waarbij het grootste gedeelte wordt gekenmerkt door een landklimaat met zeer koude winters.
| Obboezem Nova Zembla Karazee Jenisej Ob                                                                                        | Tajmyr Noordland Noordelijke IJszee Midden-Siberisch Bergland Federaal District Siberië | Lena Jakoetië (Sacha) Laptevzee Nieuw-Siberische Eil. Kolyma Verchojanskgebergte      |
| Federaal District Oeral Kazachstan Ob Irtysj Altaj Tiensjan Syr Darja Taklamakan Himalaya Pamir Hindoekoesj Tibetaans Hoogland | Baikalmeer Mongolië Gobi Chinees Laagland Yangtzevlakte                                 | Stanovojgebergte Mantsjoerije Korea Sachalin Amoer Zee van Ochotsk Japan Grote Oceaan |
| Topografische kaart van Noord-Azië.                                                                                            |                                                                                         |                                                                                       |

Centraal-Azië (Midden-Azië) · Noord-Azië · Oost-Azië · Zuid-Azië · Zuidoost-Azië · Zuidwest-Azië

Oosten: Nabije Oosten · Midden-Oosten · Verre Oosten

Arabië · Golf · Indië · Indochina · Levant · Mashreq · Sinosfeer · Indosfeer · Turkestan